# Canthon perseverans
Canthon perseverans är en skalbaggsart som beskrevs av Matthews 1966. Canthon perseverans ingår i släktet Canthon och familjen bladhorningar. Inga underarter finns listade.